# 召還派
召還派（露: Отзовизм, オヅォヴィズム、召還主義）は1905年革命後にロシア社会民主労働党のボリシェヴィキ内で結成された急進的な一派である。召還派は、合法的な大衆党としての活動形態を完全に放棄し、ドゥーマから党の議員を召還することを主張した。

## 概要
1907年11月22日、ドゥーマ内のロシア社会民主労働党会派は以下の決定を下した。
「ドゥーマの社会民主労働党会派は自治的な集団であり、党の意見に耳を傾けつつも、ドゥーマの活動における具体的な個々の問題については独自で決定を行う」
この決定は、会派とロシア社会民主労働党中央委員会との間に緊張関係をもたらし、党内で議論を巻き起こした。
召還派は、ツァーリズムはすでにブルジョワ君主制に変質し、農奴制維持派の地主はブルジョワ化していると主張した。彼らは、ブルジョワ民主主義革命はすでに達成され、残っているのはプロレタリア革命のみであると考えていた。1909年の『プロレタリー』紙拡大編集会議は、召還派との決別を宣言した。
召還派は、1909年にフペリョート派に加わった。

## 召還派の主要人物
- アレクサンドル・ボグダーノフ
- V. L. シャンツェル（マラー）
- M. N. ポクロフスキー
- アナトリー・ルナチャルスキー
- A. S. ブブノフ
- G. A. アレクシンスキー
- A. V. ソコロフ（スタニスラフ・ヴォリスキー）
- M. N. リャドフ（マンデリシュターム）

## 関連ページ
- フペリョート派
- 最後通牒派
- 建神派

## 参照
1. ↑  Тютюкин С. В. Меньшевизм: Страницы истории. — М.: РОССПЭН, 2002. — С. 224
2. ↑  Отзовисты / Слепов Л. А. // Никко — Отолиты. — М. : Советская энциклопедия, 1974. — (Большая советская энциклопедия : [в 30 т.] / гл. ред.  А. М. Прохоров ; 1969—1978, т. 18).